# سامي أبو زيد
سامي أبو زيد (1979 بمصر - 12 أكتوبر 2009) هو لاعب كرة قدم مصري في مركز الهجوم. لعب مع نادي بترول أسيوط.

## وصلات خارجية
- سامي أبو زيد على موقع أرشيف الشارخ.